# Цетинь
Цетинь (пол. Cetyń, нім. Zettin) — село в Польщі, у гміні Тшебеліно Битівського повіту Поморського воєводства.
Населення — 347 осіб (2011).
У 1975-1998 роках село належало до Слупського воєводства.

## Демографія
Демографічна структура станом на 31 березня 2011 року:
|          | Загалом | Допрацездатний вік | Працездатний вік | Постпрацездатний вік |
| -------- | ------- | ------------------ | ---------------- | -------------------- |
| Чоловіки | 178     | 49                 | 119              | 10                   |
| Жінки    | 169     | 36                 | 109              | 24                   |
| Разом    | 347     | 85                 | 228              | 34                   |